# Paragaleodes fulvipes
Paragaleodes fulvipes är en spindeldjursart som beskrevs av J. Birula 1905. Paragaleodes fulvipes ingår i släktet Paragaleodes och familjen Galeodidae. Inga underarter finns listade i Catalogue of Life.